# Župnija Unec
Župnija Unec je rimskokatoliška teritorialna župnija dekanije Cerknica nadškofije Ljubljana.